# Aldebaran (Schiff, 1869)
Die Aldebaran, ex. Concordia war ein Dreimastsegler gebaut bei T. R. Oswald & Co., Sunderland.

## Geschichte
Die eiserne Dreimastbark gehörte französischen Eigentümern. Sie war 46 Meter lang und 8,3 m breit. Die Bark erreichte einen Tiefgang von 4,8 m und hatte eine Kapazität von 429 t. 1869 lief das Schiff vom Stapel und wurde 1890 an J. N. Rodbertus, Barth und 1897 an John M. Eklund in Åbo verkauft.
1899 kauften Australier aus Sydney das Schiff. Von 1912 an wurde es durch die neuseeländische Union Steam Ship Company als Kohlenhulk im Hafen von Hobart, Tasmanien, genutzt. Am 13. April 1948 versenkte die Gesellschaft die Bark in der Norfolk Bay nahe Dunalley als Wellenbrecher. Bis 2001 war das Wrack dort noch erkennbar.